# 164-та гимназия с преподаване на испански език „Мигел де Сервантес“
164-та гимназия с преподаване на испански език „Мигел де Сервантес“, накратко 164-та ГПИЕ или Испанската гимназия, е профилирана гимназия на територията на София, специализирана в изучаването на испански език.

## История
От 60-те години на 20. век в 9-а ФЕГ започват да се полагат основите на изучаването на испански език, а през 1980 г. се създават специализирани езикови паралелки. През 1991 г. те се обособяват в 164-та ГПИЕ, на ул. „Султан тепе“ № 1. Сградата се използва и от 129-о ОУ „Антим I“. От създаването на училището през 1991 г. до лятото на 2015 г. директор е Драгомира Линдова. Новата учебна 2015 – 2016 г. започва под ръководството на новия директор д-р Зорница Йончева.
Гимназията е създадена да отговаря на нуждите от изучаване на испанския език и културите на испаноговорещите държави. Интересът към този език произлиза от факта, че го говорят 500 милиона души по света в повече от 20 страни.

## Патрон на гимназията
Патронът на 164-та ГПИЕ – Мигел де Сервантес, е испански писател, роден през 1547 година в градчето Алкала де Енарес. Също така участва във военни действия, като лявата му ръка остава парализирана завинаги след битката при Лепанто през 1571 година. Няколко пъти е вкарван несправедливо в затвора. Най-известното му произведение е романът „Знаменитият идалго Дон Кихот де ла Манча“, който се превръща в най-продавания роман на всички времена само три месеца след издаването си. Заради успеха на романа Сервантес публикува и втора част. Създателят на безсмъртния Дон Кихот умира на 23 април 1616 година. На тази дата се чества и Денят на книгата, както и патронният празник на 164-та ГПИЕ „Мигел де Сервантес“.

## Курс на обучение
Курсът на обучението продължава 5 години, като през първата (8. клас) се изучава интензивно испански език – 18 часа седмично. През следващите години часовете по испански намаляват, но към тях се прибавя изучаването на културната история и литературата на Испания и латиноамериканските народи и превод.
След завършването на 12. клас, успешно полагане на държавните зрелостни изпити по български език и литература и по избран от ученика учебен предмет се издава диплома за завършено средно образование. Дипломата дава право на учениците да продължат образованието си във ВУЗ, и е документ за владеене на испански език.

## Учители
Учителите, които работят в 164-та ГПИЕ „Мигел де Сервантес“, са носители на различни български и международни награди – почетното отличие на МОН „Неофит Рилски“, наградата на РУО – София-град за принос към столичното образование, Националната награда „Константин Величков“ на МОН, наградата на Столичната община за ръководителите на училищните спортни отбори, португалски и испански награди. Всяка година училището се възползва от международната спогодба между Министерството на образованието и науката на България и Министерството на образованието на Испания и към преподавателския колектив се присъединява учител испанец. За доброто обучение на учениците допринасят учителите, които са възпитаници на Гимназията. Те преподават испански език и литература и общообразователни предмети като биология, химия, физика, история и география на испански език.

## Клубове и извънкласни дейности
В Испанската гимназия учениците могат да открият редица извънкласни дейности, насочени към различните интереси на децата. Сред тях са клуб „Приятелство“, чиято дейност е посветена на eTwinning проекти и доброволчеството, театрална трупа Amistad, която събира ученици с актьорски талант и взима участие в ежегодния Фестивал за училищен театър на испански език, клуб „Европа“, клуб „Екология“, клубът на химиците „Млад експериментатор“, клуб „Млад художник“, вокалната група „Вдъхновение“, училищният вестник „Малък училищен вестник“, спортни секции и танцови ансамбли.
Училището участва в международни проекти по програмата „Еразъм+“. Партньори са училища от Испания, Италия, Португалия, Чехия, Унгария, Хърватия, Естония и др. Работни езици на проектите са английският, испанският и португалският. Чрез международните проекти учениците имат възможността да се запознаят отблизо с културата и традициите на европейските държави, да практикуват изучаваните чужди езици, да обогатят знанията си.

## Рейтинги
Всяка година гимназията заема челно място в желанията на седмокласниците, както и в класацията по отлични оценки от държавните зрелостни изпити.

## Партньорства
164-та ГПИЕ поддържа активни връзки с различни български и чуждестранни институции като посолството на Кралство Испания в България, чиито представители посещават ежегодните празненства по случай патронния празник на училището и дипломирането на зрелостниците. Гимназията поддържа връзки и с дипломатическите представителства на редица испаноговорещи страни, както и на Бразилия и Португалия. Осъществява се сътрудничество и с Катедрата по испанистика и португалистика на СУ „Св. Климент Охридски“, МФ „Св. св. Кирил и Методий“ и фондацията „Еврика“.

## Възпитаници
- Виктор Танев, актьор
- Деян Вачков, оперен певец, бас
- Вера Гиргинова, оперна певица
- Атанас Младенов, оперен певец
- Радослава Домусчиева, журналист
- Адриана Кънчева, актриса
- Велека Цанкова, джаз певица
- Анелия Петрунова, преводач
- Теодора Цанкова, преводач